# Triaize
Triaize település Franciaországban, Vendée megyében. Lakosainak száma 1061 fő (2022. január 1.). Triaize Champagné-les-Marais, Chasnais, Luçon, Les Magnils-Reigniers, Saint-Denis-du-Payré és Saint-Michel-en-l’Herm községekkel határos.

## Népesség
A település népessége az elmúlt években az alábbi módon változott:
| Lakosok száma | 1089 | 1041 | 1034 | 1010 | 999  | 986  | 1011 | 1036 | 1061 |
|               | 2013 | 2015 | 2016 | 2017 | 2018 | 2019 | 2020 | 2021 | 2022 |